# Kuopio
Kuopio este un oraș important în estul Finlandei. Orașul are o populație de 97.552 de locuitori și este situat la 400 km de capitala țării, Helsinki.

## Orașe înfrățite
Kuopio este înfrățit cu:
| - Craiova, România - Győr, Ungaria - Minneapolis, Minnesota SUA - Winnipeg, Manitoba, Canada - Trabzon, Turcia - Jönköping, Suedia | - Svendborg, Danemarca - Pitkyaranta, Rusia - Pskov, Rusia - Castrop-Rauxel, Germania - Bodø, Norvegia | - Gera, Germania - Besançon, Franța - Opole, Polonia |

## Personalități născute aici
- Hannes Kolehmainen (1889 - 1966), atlet;
- Otto Lasanen (1891 - 1958), sportiv la lupte greco-romane;
- Tauno Ilmoniemi (1893 - 1934), gimnast;
- Eino Leino (1891 - 1986), luptător;
- Rauno Miettinen (n. 1949), sportiv la sărituri cu schiurile⁠(d);
- Marco Hietala (n. 1966), instrumentist heavy metal;
- Risto Laakkonen (n. 1967), sportiv la sărituri cu schiurile;
- Ari-Pekka Nikkola (n. 1969), sportivă la sărituri cu schiurile;
- Isa Rahunen (n. 1993), sportivă la hochei pe gheață.